# 国家統一党

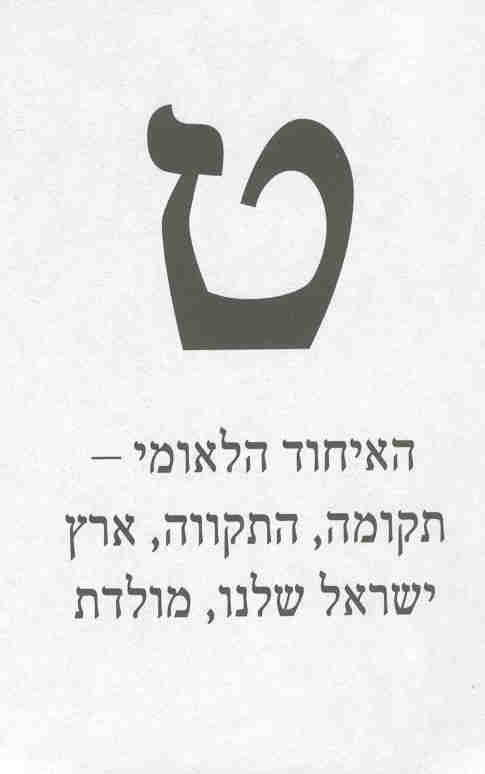
国家統一党

国家統一党（こっかとういつとう、National Union、HaIhud HaLeumi、ヘブライ語：האיחוד הלאומי）は、イスラエルにかつて存在した極右・宗教政党だが、厳密には政党ではなく、モレデット（祖国）、トクマ（復興）、ハティクバ（希望）といった複数の極右・宗教政党の集合体を指す。本部をエルサレムに置き、政党カラーはオレンジ色（ガザ地区撤退計画のイメージ・カラーでもあった）。党首はヤアコブ・カッツ。2012年に「ユダヤ人の家」に発展的解消。

## 概要
1999年にレハバム・ゼエビ議員とリクードを離脱していたベニー・ベギン元科学相が右派勢力の結集を目指し立ち上げ、同年の総選挙で10万票を獲得、4議席を得る。党首にはゼエビ自身が就いた。その後、同年の選挙で国会入りしたイスラエル我が家と統一会派を結成。2001年に発足したアリエル・シャロン政権に統一党は参画するが、ゼエビとシャロンは政策的に対立することがしばしばで、シャロンが同年10月、「パレスチナ国家」を歴代の政権として初めて容認すると、ゼエビとシャロンの関係悪化は決定的となり統一党は政権からの離脱を表明する。しかし、その矢先にゼエビがパレスチナ解放人民戦線のメンバーに暗殺されると、対立劇はいったん収束する。ゼエビ暗殺後は、側近のベニー・エロンが跡を継ぐが、シャロンとの関係は芳しくなく、2002年3月に結局政権を離脱。
2003年の総選挙では統一会派を組んでいた我が家と統一名簿を作成し選挙を戦い7議席を得る。同年発足した第二次シャロン政権に参画するものの、今度はガザ地区からのイスラエル国防軍撤退と全ユダヤ人入植地撤去を定めたガザ地区撤退計画をシャロンがぶち上げると、再度激しく対立。観光相として入閣していたエロンは計画に反対したことから解任。2005年8月の計画実施の際には幹部・党員共々、現地で反対デモを行った。同年暮れには我が家が会派を離脱し、翌年・3月の総選挙では政策的に近い国家宗教党と統一会派を結成、同選挙では22万票・9議席を獲得。また、2009年の総選挙前には宗教党と合併寸前まで合意しながら、最終的には決裂。統一党は単独で選挙を戦い11万票・4議席を得た。総選挙後の首相候補についてはベンヤミン・ネタニヤフを推挙するが、その後の政策協議では合意には至らなかった。
2012年、新政党「ユダヤ人の家」に発展的解消。党首にはナフタリ・ベネットが就任した。

## 政策
クネセトで議席を持つ合法政党の中では最右派に属し、幹部や末端党員はユダヤ教の帽子・キッパーを常時着用するなど、宗教色が色濃い。大イスラエル主義（「約束の地」の範囲を元々イスラエルのものと捉える思想）を旨とし、エルサレム分割やヨルダン川西岸からの撤退には断固反対の立場を堅持する。現実に党首以下、所属議員は全員入植者で、支持基盤もエルサレムやヨルダン川西岸。西岸に住むパレスチナ人についてはヨルダン人（1967年の第3次中東戦争までヨルダンはこの地を支配。87年まで領有を主張）であるとの考えであり、イスラエル・ヨルダン間の外交問題であるとの立場をとる。その他、宗教教育・宗教学校に対する公的支援にも熱心である。また、ヘブライ語を公用語化し、英語やロシア語は準公用語と位置づけるべきだとしている。